# جزيرة كارولاين

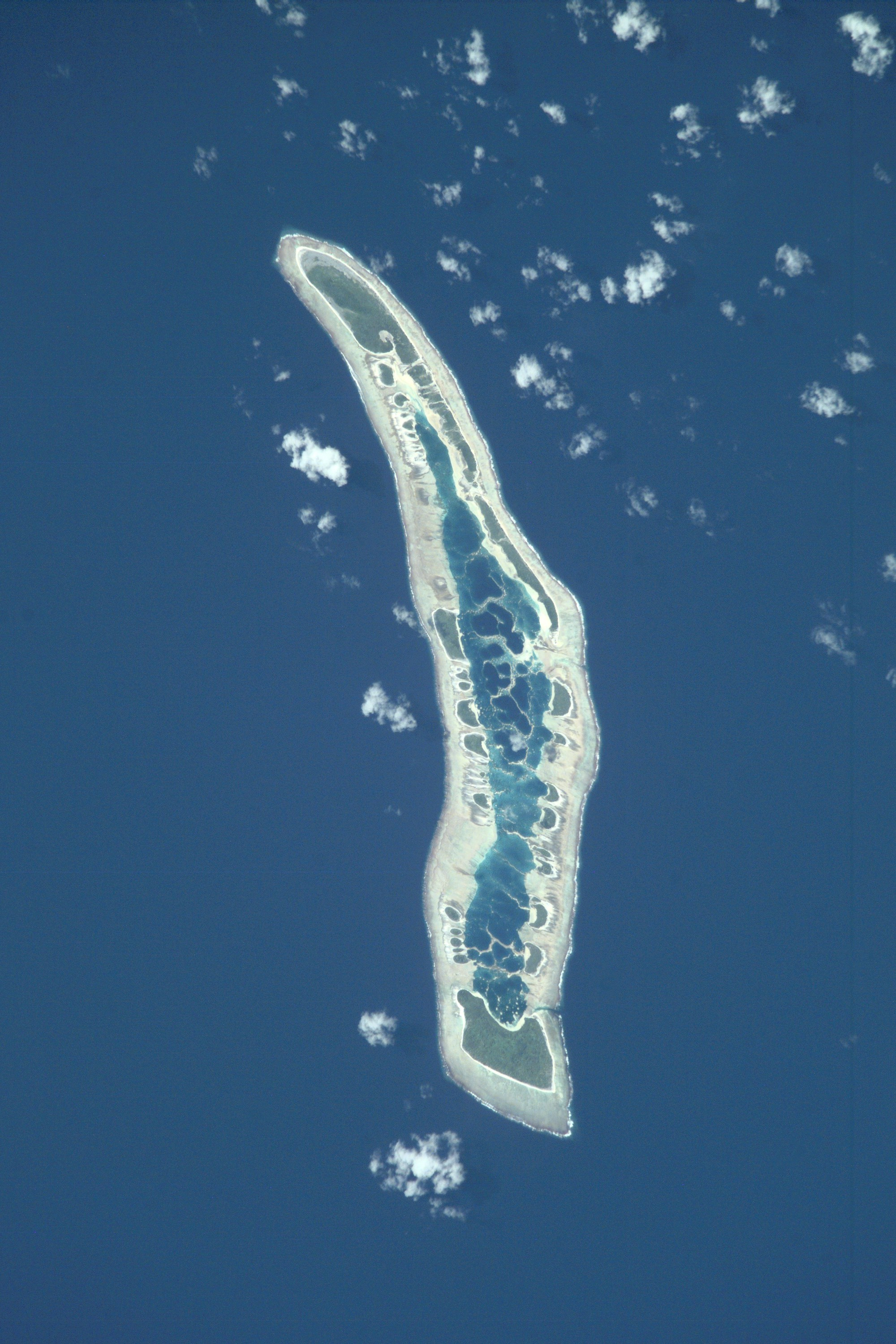
جزيرة كارولاين (مصورة بواسطة ناسا)

جزيرة كارولاين، أو كارولاين اتول، وتعرف أيضا بـ(جزيرة الألفية) هي جزيرة تقع تقريبا في منتصف المحيط الهادي.
أول مرة تمت فيها رؤية هذه الجزيرة كانت في عام 1606 عن طريق الأوروبيين. طالبت بها إنجلترا عام 1868، وأصبحت جزء من جمهورية كيريباس بعد استقلالها عام 1979. تكثر بها النباتات الاستوائية، وتجمعات سرطان جوز الهند، ويعيش بها الكثير من الطيور المائية، كما أنها كانت مركز كبير للاحتفال بمجيء القرن الحادي والعشرين، وتجمع بها الكثير من الناس لرؤية سطوع شمس القرن الحادي والعشرين.

## الموقع والتضاريس
تقع جزيرة كارولاين بالقرب من نهاية الجزء الجنوبي الشرقي من جزر لاين، وهي تقع تقريبا في منتصف المحيط الهادي على بعد حوالي 1500 كيلو متر جنوب جزر الهاواي.
يتكون الجزء الأكبر من كارولاين من 3 جزر صغيرة، وعادة لا توجد هناك مياه جارية دائمة، لذا فإن المياه ليست متجددة دائما هناك، وتعتبر تلك الجزيرة من أبعد الجزر عن معظم قارات العالم.

## النباتات والحيوانات
على الرغم من تعرض جزيرة كارولاين للاستيطان البشري لأكثر من ثلاث قرون إلا أنها ما زالت تحتفظ بكونها جزيرة استوائية وتحتفظ بنقائها، ولوحظ أنها أيضا إحدى أكثر جزر المحيط الهادي مرجانية، كما أنها تعرضت للمسح الإيكولوجي لتوثيق النباتات والحيوانات فيها وكان ذلك يتم في فترات بشكل متقطع خلال القرن العشرين، كما زارها (برنامج المسح البيولوجي للمحيط الهادي) عام 1965، ثم لاحقا زاد الاهتمام بمظاهر الحياة البرية فيها.
تحتوي تلك الجزيرة على العديد من أنواع الغابات والغطاء النباتي والنباتات والأعشاب، وتختلف كثافة تلك النباتات من مكان لآخر على الجزيرة.
تعتبر الجزيرة مكان هام لمعيشة العديد من أنواع الطيور المائية، كما أنها وجزيرة فلينت المقابلة لها يوجد بهما أكبر التجمعات لأكبر سرطانات جوز الهند وسرطانات السواح حجما، ويوجد بها أيضا العديد من أنواع عظايات البحر الخضراء المهددة بالانقراض، كما أدخل لتلك الجزيرة العديد من أنواع النباتات، ويعيش بها العديد من الحيوانات، وإن كان بعد زيادة بعض أعدادها بدأت بعض الطيور المائية بالمغادرة، وهناك أيضا بعض التقارير عن الصيد الجائر هناك.

## التاريخ

### ما قبل التاريخ
يعتقد أن جزيرة كارولاين نشأت من نقطة بركانية فعالة، والتي أصبحت بعد ذلك موطنا للشعاب المرجانية، ويعتقد أنها شكلت منذ أكثر من 40 مليون عام أي قبل تغيير صفيحة المحيط الهادي.
هناك دليل على وجود حضارة تم تشييدها بواسطة البولينيزين على أكبر جزيرة من الثلاث جزر الصغيرة وذلك قبل مجيء الأوروبيين، وقد عثر على بعض التحف والآثار في الجانب الغربي من الجزيرة.

### من القرن السابع عشر إلى القرن التاسع عشر
تجمعت بعثات فرنسية وأمريكية على جزيرة كارولاين في عام 1883 لمراقبة كسوف للشمس استمر لفترة طويلة على نحو غير عادي، ومن هنا أدلى أحد أفراد البعثة بملاحظة وهي أن أول مشاهدة لجزيرة كارولاين كانت في 21 فبراير عام 1606 بواسطة بيدرو فيرنانديز دي؛ وهو بحار برتغالي كان يبحر نيابة عن أسبانيا، وسميت الجزيرة سان بيرناردوK ثم في 16 ديسمبر 1795 أعطاها الكابتن ويليام روبرت بروتون اسم كارولاينا والذي أصبح فيما بعد كارولاين. شوهدت تلك الجزيرة مرة أخرى بواسطة سفينة إمدادات إنجليزية عام 1821، ثم بعد ذلك شوهدت أكثر من مرة حتى طالبت بها إنجلترا.
أحداث مهمة
- 1846: حاولت شركتي تاهيتي كولي ولوسيت تربية مواشي صغيرة بتلك الجزيرة ونجح ذلك المشروع.
- 1872: أجرت الحكومة البريطانية الجزيرة للأخوة هودر والذين قاموا بالتعدين فيها.
- 1883: سافرت حملة من علماء الفلك الأمريكيون من بيرو إلى كارولاين على متن حاملة الطائرات هارتفورد لمشاهدة كسوف الشمس في يوم 6 مايو.

### القرن العشرين
ظلت جزيرة كارولاين غير مأهولة حتى الحرب العالمية الثانية وظلت تحت الولاية القضائية البريطانية حتى استقلت عام 1979 وأصبحت تابعة لجمهورية كيريباس، وفي التسعينيات بدأت خطط التنمية للجزيرة من جميع النواحي خاصة السياحة والآثار والحفاظ على الحياة البرية ولكنها تعتبر حتى الآن غير مأهولة.
أحداث مهمة
- 1916: تأجير س. ماكسويل مستعمرة لزراعة نخيل جوز الهند.
- 1971: أصبحت كارولاين وعدة جزر أخرى ذاتية الحكم.
- 1979: أصبحت كارولاين تابعة لجمهورية كيريباس.

### القرن الحادي والعشرين والمستقبل
هناك الآن خطط تنمية كثيرة لتلك الجزيرة، إلا أنها معرضة للدمار والهلاك بسبب خطر ارتفاع مستوى سطح البحر مما سيؤدي لإغراقها فهي على ارتفاع 6 أمتار فقط عن مستوى سطح البحر، لذا فإن الجهات المعنية تعمل حاليا على تفادي ذلك.

## معرض الصور

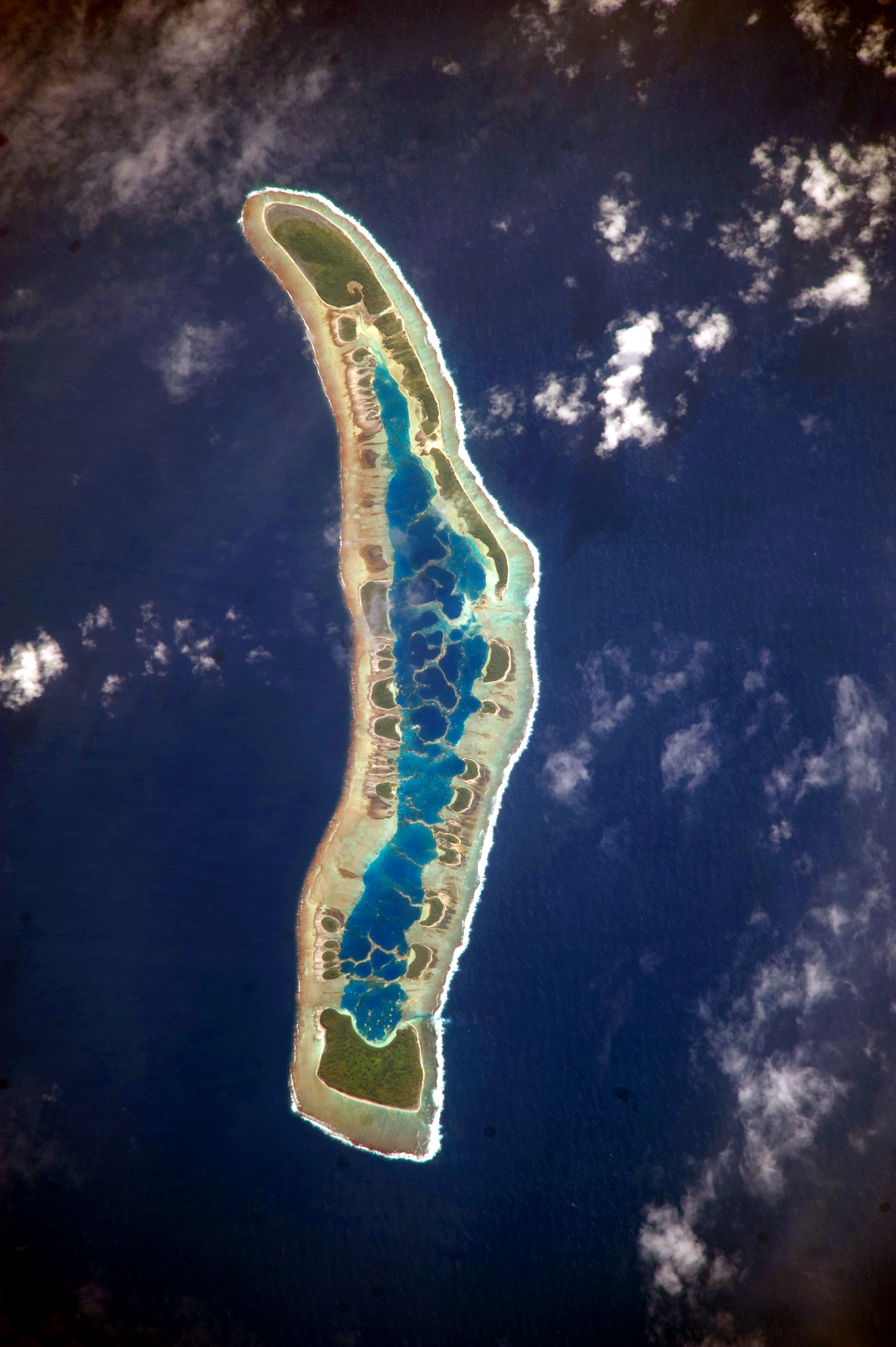
جزيرة كارولاين.
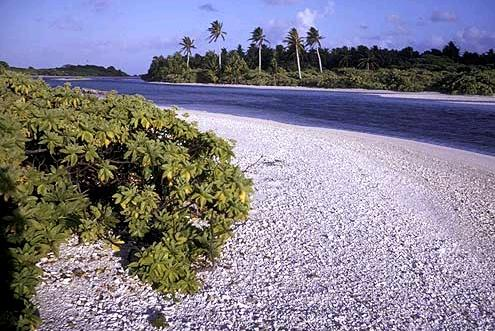
منطقة بالجزيرة.
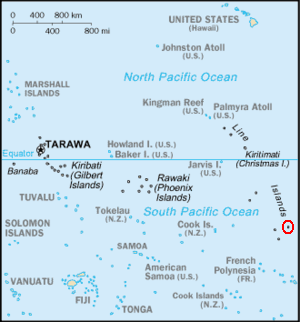
تقع جزيرة كارولاين في وسط المحيط الهادي.
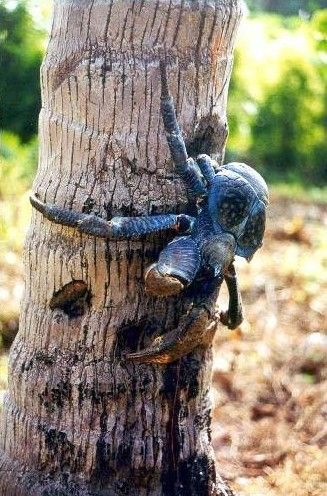
سرطان جوز الهند بكارولاين وهو يعد من أكبر أنواع سرطان جوز الهند بالعالم وكارولاين بها واحدة من أكبر تجمعات ذلك النوع من السرطان.
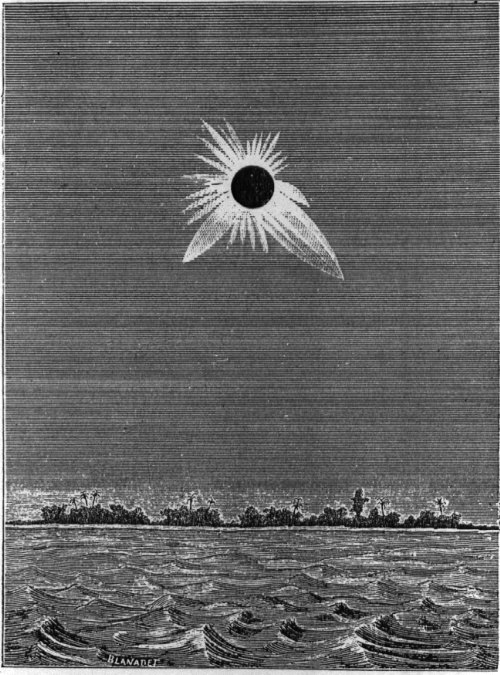
كسوف الشمس بجزيرة كارولاين عام 1883 والذي رأته البعثة الفرنسية والأمريكية وكان وقته أطول من المعتاد.
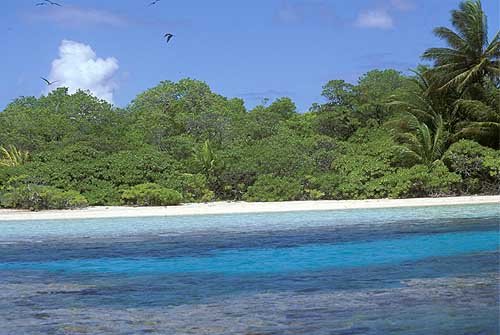
البحيرة الشاطئية في الجزيرة